# District du Nord-Ouest
Le district du Nord-Ouest ou Ngamiland est un district du Botswana situé au nord du pays. Sa capitale est Maun. Le district abrite plusieurs zones protégées, dont le delta de l'Okavango, la réserve de chasse de Moremi, le site archéologique de Tsodilo et les grottes de Gcwihaba.
En 2011, la population totale du district était de 175 631 habitants, contre 142 670 en 2001. Le taux de croissance de la population au cours de la décennie était de 2,08. Le nombre total de travailleurs s'élevait à 32 471, dont 16 852 hommes et 15 621 femmes, la majorité d'entre eux travaillant dans l'agriculture.

## Histoire
À la fin du XVIIIe siècle, les Tswana, principalement des éleveurs, ont commencé à s'étendre vers le nord dans ce qui est aujourd'hui appelé le Ngamiland. Une sous-chefferie, appelée Tawana à partir de Ngwato, y a été établie. En 1885, lorsque les Britanniques établissent le Protectorat du Bechuanaland, la frontière septentrionale est fixée à 22° de latitude sud. Le 30 juin 1890, la frontière nord du protectorat est officiellement étendue vers le nord par les Britanniques pour inclure le Ngamiland, qui à l'époque était encore sous le contrôle des Tswanas, qui reconnaissaient alors l'autorité de Khama III,. Les fonctionnaires britanniques n'arrivent dans la région qu'en 1894. Le Ngamiland est administré en tant qu'angle nord-ouest du Bechuanaland et le principal point de contact avec le Sud-Ouest africain allemand via la Bande de Caprivi.
En 1966, le district du Nord-Ouest est créé et comprend à la fois le Ngamiland et le Chobe ; cependant, en 2006, le district de Chobe est de nouveau séparé.

## Géographie

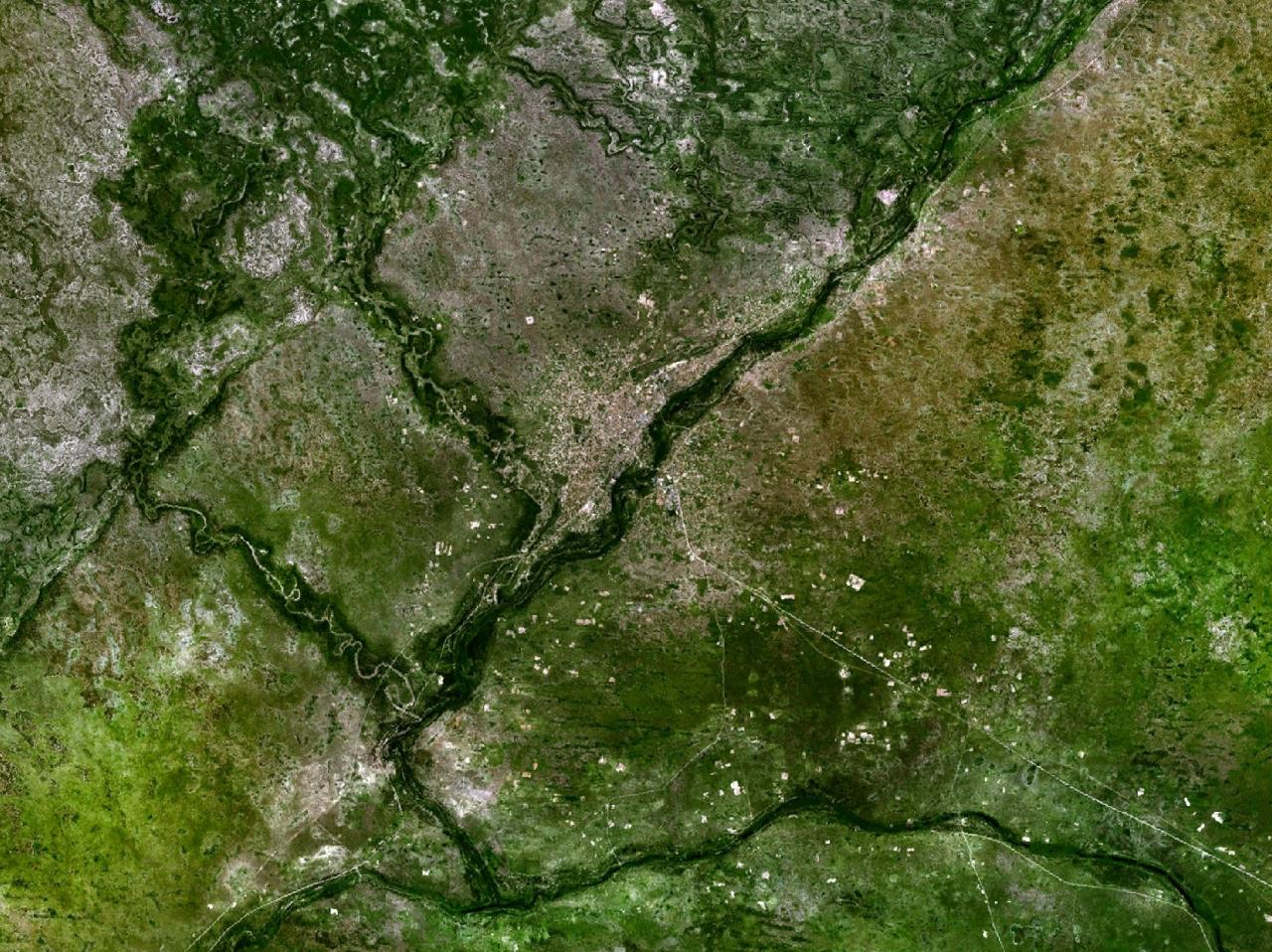
Image satellite de Maun

La région a une altitude moyenne d'environ 915 m. La végétation est de type savane, avec des herbes hautes, des buissons et des arbres. Les précipitations annuelles sont de l'ordre de 650 mm, la majeure partie étant reçue pendant la saison estivale, de novembre à mai.
Le district du Nord-Ouest partage ses frontières avec les régions namibiennes suivantes : en Namibie, l'Omaheke au sud-ouest et l'Otjozondjupa à l'ouest, le Kavango East au nord-ouest, le Zambezi au nord. Sur le plan intérieur, il est limitrophe du district Central au sud-est, du Ghanzi au sud-ouest et du Chobe à l'est.
Comme la plus grande partie du Botswana, il est constitué de plateaux disséqués (en) partiellement, en pente depuis le Kaukau Veld qui se trouve au nord-ouest. Ce flux, avec l'Okavango, se déverse dans le bassin endoréique qu'est en grande partie le delta de l'Okavango. Le delta déborde de façon saisonnière dans le lac Ngami endoréique au sud, et dans la Thamalakane (en) qui, via le Boteti, alimente le pan de Makgadikgadi au sud-est. La plupart des rivières de la région sont saisonnières et sujettes à des crues soudaines. Maun, les Tsodilo, la réserve de chasse de Moremi, les grottes de Gcwihaba, Aha Hills, le musée Nhabe Museum et le Maun Educational Park sont les principales attractions touristiques du district.

## Démographie
En 2011, la population totale du district était de 175 631 habitants contre 142 970 en 2001. Le taux de croissance de la population au cours de la décennie était de 2,08. La population du district représentait 8,67 % de la population totale du pays. Le rapport de masculinité était de 95,11 pour 100 hommes, contre 93,43 en 2001. La taille moyenne des ménages était de 3,27 en 2011, contre 4,49 en 2001. Il y avait 5 437 artisans et travailleurs assimilés, 2 290 employés de bureau, 8 777 personnes exerçant une profession élémentaire, 1 117 législateurs, administrateurs et directeurs, 2 974 opérateurs d'usines et assembleurs, 856 professionnels, 5 812 travailleurs des services, vendeurs de magasins et de marchés, 2 398 travailleurs agricoles qualifiés et travailleurs assimilés, 2 069 techniciens et professionnels assimilés, ce qui porte la main-d’œuvre totale à 31 915 personnes.

## Éducation et économie

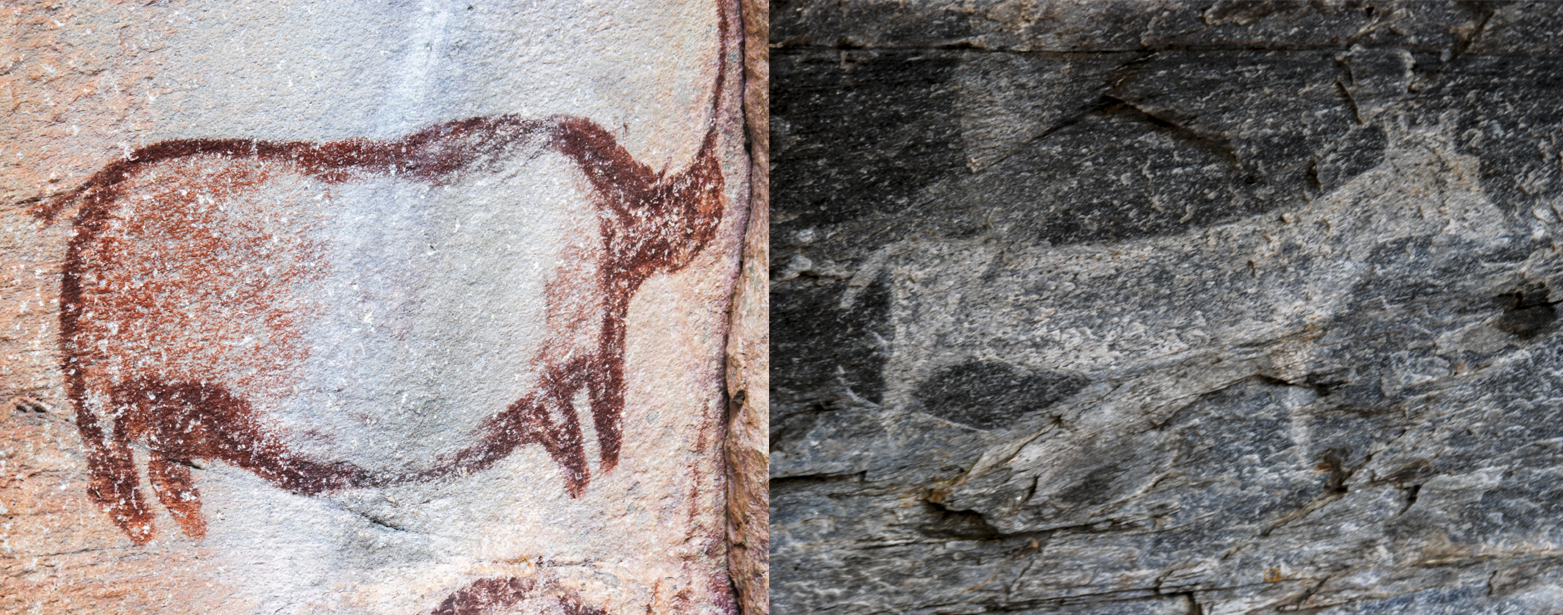
Art rupestre dans les collines de Tsodilo

En 2011, le district comptait un total de 71 écoles, dont 8,30 % d'écoles privées. Le nombre total d'élèves dans les écoles du Conseil était de 28 101, tandis qu'il était de 940 dans les écoles privées. Le nombre total d'élèves inscrits dans le district était de 29 041 : 14 190 filles et 14 851 garçons. Le nombre total d'enseignants qualifiés était de 1 070, dont 658 femmes et 412 hommes. Il y avait environ 27 enseignants temporaires, 13 hommes et 40 femmes. Il y avait 6 enseignants non formés dans le district.
En 2006, 12 737 personnes travaillaient dans l'agriculture, 1 131 dans la construction, 2 090 dans l'éducation, 177 dans l'électricité et l'eau, 88 dans la finance, 1 000 dans la santé, 1 144 dans l'hôtellerie et la restauration, 1 450 dans l'industrie manufacturière, 403 dans les autres services collectifs, 1 455 dans les ménages privés, 4 722 dans l'administration publique, 932 dans l'immobilier, 730 dans les transports et les communications, et 4 412 dans le commerce de gros et de détail. Le nombre total de travailleurs était de 32 471, dont 16 852 hommes et 15 621 femmes.

## Administration

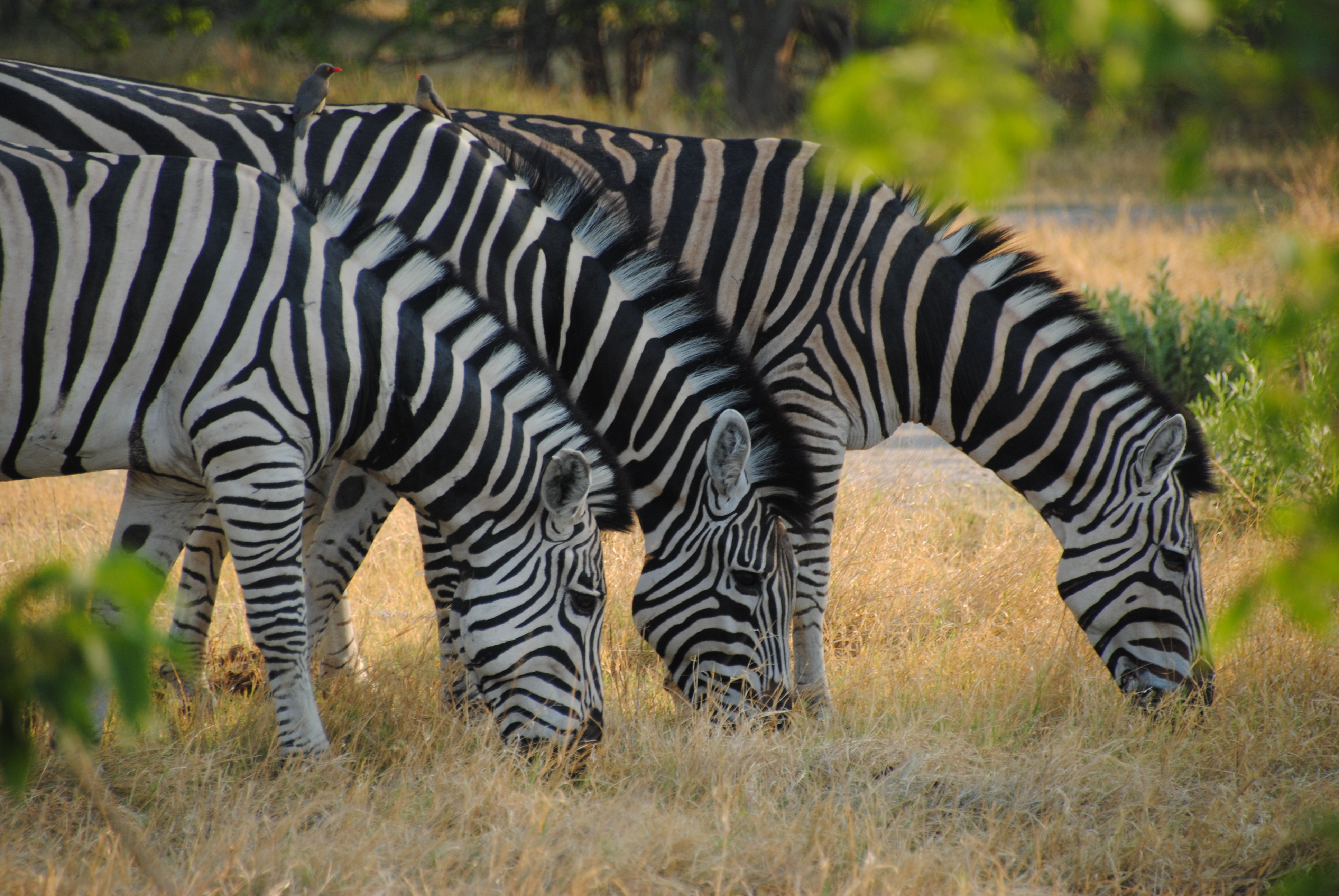
Réserve de chasse de Moremi

Maun, qui comptait plus de 60 000 habitants lors du recensement de 2011, est de loin la plus grande agglomération du district. Voici la liste des villages lors du recensement de 2001, dans chaque région de recensement:
- Ngamiland East : Bodibeng, Botlhatlogo, Chanoga, Habu (en), Kareng, Kgakge/Makakung, Komana (en), Mababe, Makalamabedi, Matlapana, Maun, Phuduhudu, Sehithwa, Semboyo, Sankuyo, Shorobe, Toteng, Tsao.
- Ngamiland West : Beetsha, Etsha 6, Etsha 13, Gani, Gonutsuga, Gumare, Ikoga, Kauxwhi, Mohembo East, Mohembo West, Mokgacha, Ngarange, Nokaneng, Nxamasere, Nxaunxau, Qangwa, Sepopa, Seronga, Shakawe, Tobere, Tubu, Xakao, Xaxa, Xhauga.
- Ngamiland Delta : Daonara, Ditshiping, Jao, Katamaga, Morutsha, Xaxaba. Lors du recensement de 2011, les chiffres de la population du delta ont été inclus dans les totaux de Ngamiland East[13].

Lorsque le Botswana obtient son indépendance des Britanniques en 1966, il adapte le cadre de l'administration coloniale pour former son administration de district. Les politiques sont modifiées entre 1970 et 1974 afin d'éliminer les obstacles au développement rural.
L'administration du district, un conseil de district et le conseil du sous-district de l'Okavango sont responsables de l'administration locale. Les politiques administratives sont définies par le ministère des collectivités locales. Les principales activités du conseil de district sont l'administration tribale, le développement des zones reculées et la gouvernance locale. Les pouvoirs exécutifs du conseil sont confiés à un commissaire nommé par le gouvernement central. L'aile des services techniques du ministère des collectivités locales est responsable du développement des routes et des infrastructures dans les villages, telles que l'approvisionnement en eau, les écoles et les installations de loisirs. tout le personnel de l'administration locale, à l'exception du personnel de l'administration du district, est sélectionné par l'intermédiaire des services centralisés du North West District Council, le ministère des collectivités locales est responsable de leur formation, de leur déploiement et de l'évolution de leur carrière. Les sous-districts du Nord-Ouest/Ngamiland sont le Ngamiland East (siège à Maun), le Ngamiland West et l'Okavango, également appelé Ngamiland Delta (siège à Gumare),.

### Villes

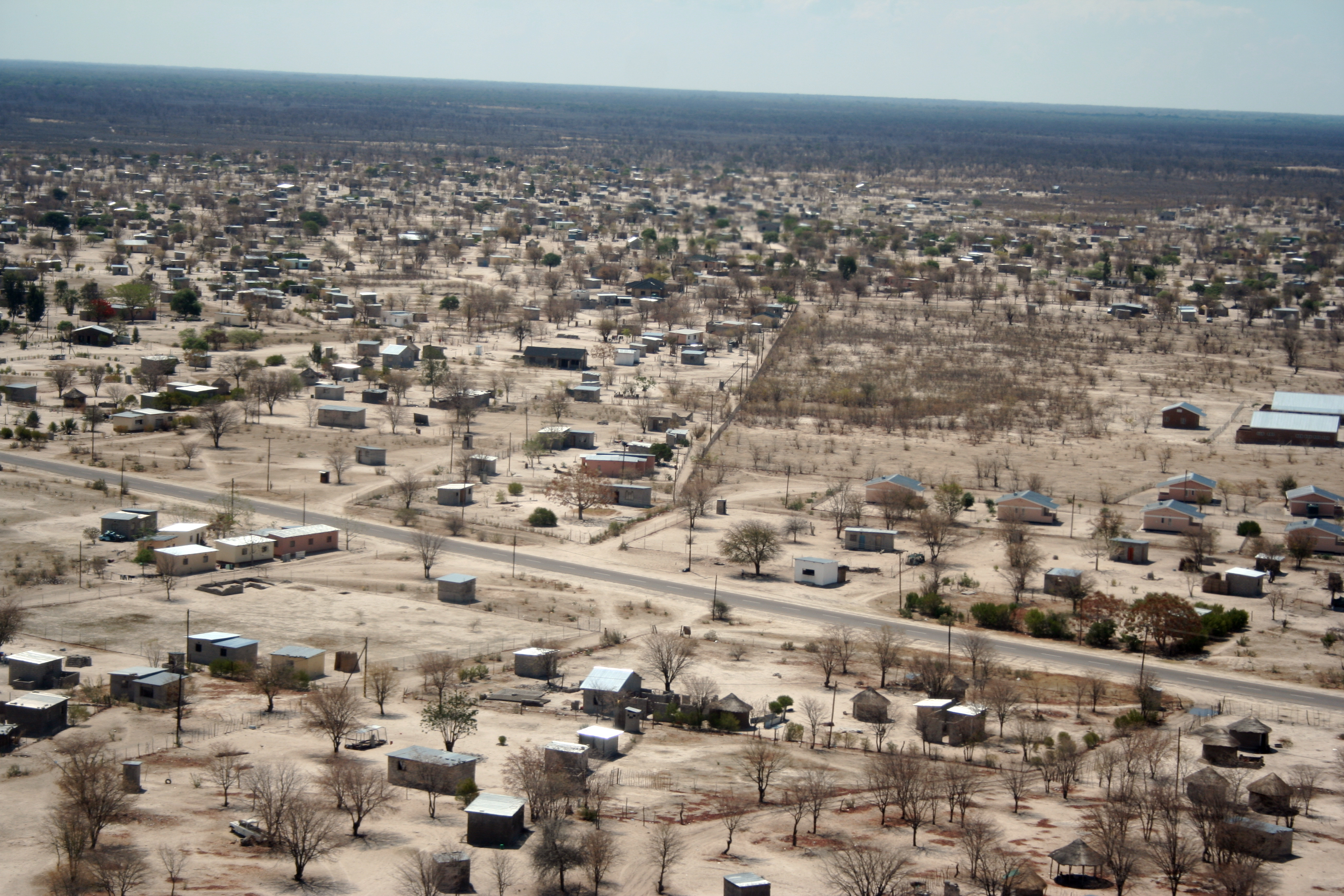
Maun

Par ordre décroissant de population, les principales villes sont :
- Maun ;
- Gumare ;
- Shakawe ;
- Lesoma ;
- Parakarungu.